# Azilone-Ampaza
Azilone-Ampaza är en kommun i departementet Corse-du-Sud på ön Korsika i Frankrike. Kommunen ligger  i kantonen Santa-Maria-Siché som tillhör arrondissementet Ajaccio. År 2022 hade Azilone-Ampaza 203 invånare.

## Befolkningsutveckling
Antalet invånare i kommunen Azilone-Ampaza
Referens:INSEE